# Tocci Glacier
Tocci Glacier är en glaciär i Antarktis. Den ligger i Östantarktis. Nya Zeeland gör anspråk på området. Tocci Glacier ligger 560 meter över havet.
Terrängen runt Tocci Glacier är varierad. Trakten är obefolkad. Det finns inga samhällen i närheten. 